# Liste der Monuments historiques in Verdonnet
Die Liste der Monuments historiques in Verdonnet führt die Monuments historiques in der französischen Gemeinde Verdonnet auf.

## Liste der Objekte
| Bezeichnung               | Beschreibung                                                                       | Standort                           | Kennzeichnung | Schutzstatus | Datum | Bild |
| ------------------------- | ---------------------------------------------------------------------------------- | ---------------------------------- | ------------- | ------------ | ----- | ---- |
| Skulptur Madonna mit Kind | Kalkstein, 14. Jahrhundert; aus der Abbaye du Puits d’Orbe in Asnières-en-Montagne | in der Kirche St-Barthélémy (Lage) | PM21002445    | Classé       | 1964  |      |